# Johannes Blidfors
Torsten Efraim Johannes Blidfors (i riksdagen kallad Blidfors i Lund), född den 2 september 1903 i Vena församling, död den 3 mars 1984 i Lund, var en svensk riksdagspolitiker (s).
Blidfors var ledamot av riksdagens andra kammare från 1953 i Fyrstadskretsens valkrets. Han var också landstingsledamot.
Blidfors personarkiv förvaras av Skånes arkivförbund.